# محمدعلی همایون‌جاه
محمدعلی همایون‌جاه (۱۲۷۰ - ۱۳۳۵ تهران) دیپلمات بلندپایه دوره پهلوی بود.
پدرش معززالسلطان لقب داشت. دوره مدرسه سیاسی را گذراند که مشیرالدوله برای تربیت دیپلمات به راه‌انداخته بود و سپس برای ادامه تحصیل به سوئیس، فرانسه و بلژیک رفت. پس از بازگشت به ایران وارد خدمت وزارت امورخارجه شد. 
همایون‌جاه در مسیر ترقی در وزارت امور خارجه به ریاست اداره کارگزینی، بعد ریاست اداره یکم سیاسی و مدیرکلی این وزارت‌خانه رسید، به چند مأموریت نیز اعزام شد.  در سیزدهم اردیبهشت ۱۳۲۲ محمد ساعد مراغه‌ای وزیر امور خارجه، همایون‌جاه را به عنوان معاون خود به مجلس معرفی کرد. در سال ۱۳۲۵ نیز قوام‌السلطنه او را وزیر مشاور و سرپرست وزارت امورخارجه کرد (پست وزیر امورخارجه را خود قوام به عهده گرفته بود). در ۲۶ مهر سال بعد، همایون‌جاه به سفارت ایران در ترکیه منصوب شد و پس از پایان مأموریت سه ساله‌اش به ایران برگشت.
همایون‌جاه در سال ۱۳۳۴ در سانحه رانندگی دچار آسیب شدیدی شد که سرانجام به مرگ او انجامید.